# Star Academy (Franciaország)
A Star Academy egy francia eredetű, azonban az évek során a világ több országában megfordult énekes tehetségkutató verseny, amit beköltözős valóságshow-val kombináltak. A verseny ideje alatt - bizonyos változatokban napi szinten, míg másutt ritkábban sugárzott összefoglalók során nyomon követhetjük az énekesek mindennapjait, amit egy speciális, bekamerázott Star Academy (a magyar verzióban egyszerűen akadémia) nevű házban töltenek. A műsort már több mint 50 országban vetítették, azonban nem mindenhol volt egyformán sikeres: 2016-ra már csak négy országban volt műsoron. Franciaországban évekig sikerrel futott, de például az USA-ban azonban néhány adás után megbukott. 2016 őszi magyarországi pályafutása sem volt éppen sikeres: a Star Academy volt a magyar tévétörténelem első bukása, amelynek anyagi vonzata meghaladta az (akkori) 1 milliárd forintot. Minden országnak megvan a maga csekély kis változtatása a műsorral kapcsolatban. A részvevőket tanárok képezik különböző művészeti ágakban. Az élő showkban gyakran hívnak sztárvendégeket. A bírók ítéletei és nézők szavazása alapján a leggyengébb versenyzőt kiejtik. A győztes hanglemez-felvételi lehetőséget és egy bizonyos mennyiségű pénzjutalmat kap.

## Star Academy Franciaországban

### Nyertesek
- 2001 – Jenifer Bartoli
- 2002 – Nolwenn Leroy
- 2003 – Elodie Frégé
- 2004 – Grégory Lemarchal
- 2005 – Magalie Vaé
- 2006 – Cyril Cinélu
- 2007 - Quentin Mosimann

### További résztvevők

#### Star Academy 1
- Jenifer Bartoli
- Mario Barravecchia
- Jean-Pascal Lacoste
- Jessica Marquez
- Olivia Ruiz
- Amandine Bisqueret
- Carine Haddadou
- Catherine
- Cécile Boutry
- Djalil Amine
- François Roure
- Grégory Gulli
- Khalifa M'Baye
- Patrice Maktav
- Sidonie Koch
- Stéphane Bosmans

#### Star Academy 2
- Nolwenn Leroy
- Houcine Camara
- Emma Daumas
- Jérémy Châtelain
- Fabien Fasake
- Georges-Alain Jones
- Aurélie Konaté
- Isabelle Lem
- Anne-Laure Sibon
- Alexandre Balduzzi
- Eva Chemouni
- Florence
- Nazim
- Philippe Miro
- Stéphanie Hansen
- Rudy Carvalho

#### Star Academy 3
- Elodie Frégé
- Michal Kwiatkowski
- Sofia Essaïdi
- Lukas Delcourt
- Patxi Garat
- Morganne Matis
- Amina El Bennouni
- Anne Thibault
- Edouard Algayon
- Icaro Da Silva
- Marjorie Condoris
- Michaël Sapience
- Pierre Bouley
- Romain Billard
- Stéphanie Dalmasso
- Valérie Deniz De Boccard

#### Star Academy 4
- Grégory Lemarchal
- Lucie Bernardoni
- Hoda Nekra
- Mathieu Johann
- Sandy François
- Francesca Antoniotti
- Radia Bensarsa
- Tina Gardinier
- Emilie Ducrot
- Karima
- Gauthier Roubichou
- Sofiane Tadjine-Lambert
- Enrique Toyos
- Morgan Auger
- Sebastien Degut
- John Eyzen
- Harlem Parmentier

#### Star Academy 5
- Magalie Vaé
- Jérémy Amelin
- Ely Breton
- Emilie Minatchy
- Maud Verdeyen
- Pierre Frischeteau
- Jean-Luc Guizonne
- Grégoire Bourdin
- Pascal Maunoury
- Laure Ruhland
- Alexia Palombo
- Jill Vandermeulen
- Chloé Boucaud
- Moïse Quaresma
- Arno Demessine
- Mickael Tabury
- Nassim & Neissa Parize (ikrek)

#### Star Academy 6
- Cyril Cinélu
- Dominique Fidanza
- Bastien Jacquemart
- Brice Leclercq
- Céline Duchange
- Cynthia Niang
- Cyril Cinélu
- David Lemeunier
- Delphine Mazière
- Isabelle Mollard
- Ahouefa Evin-Ruffino
- Faustine Nogherotto
- Gael Garcia
- Jean-Charles Dubot
- Judith Hassine
- Laurent Chanadet
- Ludovic Pimenta
- Marina Vénache
- Nicolas Charvilla

#### Star Academy 7
- Alexandra Cohen
- Alexia Melotto
- Antoine Lefèvre
- Bertrand Agot
- Claire-Marie Bron
- Claudia Atkinson
- Dojima Ounei
- Eva Léonard
- Jérémy Chapron
- Lucie Azard
- Mathieu Edouard
- Maureen Angot
- Noémie Lovati
- Pierre Suppa
- Quentin Mosimann
- Sevan Malakian
- Yaëlle Smaïl